# 国際興業グループ (福岡県の企業)
国際興業グループ（こくさいこうぎょうグループ）は、福岡県・佐賀県・宮崎県・山口県においてタクシー事業を中心に貸切バス事業、病院・介護事業、不動産事業等を運営する企業グループ。1952年（昭和27年）8月に福岡県北九州市小倉北区に設立された、国際興業株式会社を中核企業としている。
東京都に本社を置く国際興業および国際興業グループ、同社の子会社で大阪府・兵庫県でタクシー事業と観光バス事業を行う大阪市に本社を置く国際興業大阪とは無関係である。またグループ会社の中に「南国」「南国交通」を商号に含む会社が複数あるが、鹿児島県のバス会社である南国交通とは無関係である。

## タクシー事業
通常のタクシー（小型・大型）の他、ジャンボタクシー、介護タクシーを運用している。EM自交無線とチケット提携している。タクシー車両の塗装は以前は白とオレンジのツートン、もしくは旧EM無線と同じ白と紺のツートンが多かったが、現在はほとんどが黒一色や白一色となっている。また北九州地区にはレモンイエローが数台ある。

### 北九州地区
- 南海タクシー - 北九州市小倉北区江南町5-29
- 北九州空港タクシー - 北九州市小倉南区湯川1-2-25
- 大丸交通 - 北九州市小倉北区江南町5-33
- 南国交通 - 北九州市小倉北区三萩野2-3-3
- 銀座自動車交通 - 北九州市小倉北区片野4-16-10
- 南国興業（南興タクシー） - 北九州市八幡東区祝町2-13-8
- 観光タクシー - 北九州市小倉北区神幸町5-10
- 国際丸公タクシー - 北九州市小倉北区清水4-3-37
- ひまわりタクシー（旧北方タクシー・旧国際相互タクシー） - 北九州市小倉南区徳吉西1-4-17
- 平成タクシー - 北九州市門司区小森江3-5-4
- 西南運輸 - 北九州市小倉北区大手町5-8
- 貴船タクシー - 北九州市小倉北区篠崎3-14-10
- 産業タクシー（旧栄タクシー・旧国際シティタクシー（旧国際富士タクシー・旧国際ライオンタクシー）） - 中間市長津3-21-13

### 福岡地区
- 福岡南国交通 - 福岡市博多区板付1-4-12（2017/08/01に豊栄交通を吸収合併）
- 南国セイブタクシー（三五会無線） - 福岡市城南区鳥飼5-2-52

### 佐賀地区
- 再耕庵タクシー 佐賀県鹿島市大字高津原4404-1

### 宮崎地区
- 銀町タクシー - 宮崎市大字小松字前田2687-5
- 宮崎南国交通 - 宮崎市大字小松字前田2687-5
- 宮崎国際タクシー - 宮崎市高洲町268番地12

### 下関地区
- 下関平成タクシー（旧下関南国交通・旧平成タクシー） - 山口県下関市細江町2-2-28
- 南国シティタクシー - 山口県下関市彦島本村町5-1-17

## 観光バス
北都観光バス、国際観光トラベルが観光バス事業を担当する。北都観光バスは北九州市におけるおでかけ交通を担当する事業者を構成していたが、後に近くのひまわりタクシーに事業移管した。

## 自動車整備事業
- 有限会社東和自動車工場
- 有限会社北九州運輸産業 - オートガス（LPガス）スタンドを運営。

## 不動産事業
福岡県北九州市小倉北区を中心にテナントビル等を所有、管理を行っている。
- スバル産業 - 北九州市小倉北区香春口2-4-12
- 南国産業 - 北九州市小倉北区三萩野2-3-3
- 銭丸興業 - 北九州市小倉北区紺屋町1-1

## ホテル
- アーバンホテルかじまち - 北九州市小倉北区鍛冶町1-5-13